# BC Kalev
Der BC Kalev ist ein Basketballverein aus Tallinn in Estland. Er spielt in der estnischen Basketballliga und in der Baltic Basketball League (BBL).

## Bisherige Mannschaftsnamen
- 1998–1999: Canon U18
- 1999–2000: Ehitustööriist Kristiine SK
- 2000–2005: Ehitustööriist
- 2005–heute: BC Kalev

## Saisonübersicht
| Saison  | Baltic League | Regulär   | Play-off      | Europa                              | Regional              |
| ------- | ------------- | --------- | ------------- | ----------------------------------- | --------------------- |
| 2004/05 | BBL           | 7.        |               |                                     |                       |
| 2005/06 | BBL           | 9.        |               | FIBA EuroCup Challenge Gruppenphase |                       |
| 2006/07 | BBL           | 2.        | Viertelfinale | FIBA EuroCup Challenge Gruppenphase |                       |
| 2007/08 | BBL           | 7.        | Viertelfinale | ULEB Cup Gruppenphase               |                       |
| 2008/09 | BBL           | 3.        | Viertelfinale | EuroChallenge Gruppenphase          |                       |
| 2009/10 | BBL           | 7.        |               |                                     |                       |
| 2010/11 | BBL           | 7.        |               |                                     | VTB Liga Gruppenphase |
| 2011/12 | BBL           | 4.        | Viertelfinale |                                     | VTB Liga Gruppenphase |
| 2012/13 | BBL           | 3.        | Halbfinale    |                                     | VTB Liga Gruppenphase |
| 2013/14 |               |           |               | ULEB Eurocup Gruppenphase           | VTB Liga Gruppenphase |
| 2014/15 | BBL           | 2. Gr (A) |               |                                     | VTB Liga Gruppenphase |
| 2015/16 |               |           |               | FIBA EuroCup                        | VTB Liga              |

## Erfolge
- Estnischer Meister (9×): 2005, 2006, 2009, 2011–2014, 2016, 2017
- Estnischer Pokalsieger (4×): 2005–2008, 2015